# Тундрино
Тундрино — село в России, находится в сельском поселении Тундрино Сургутского района Ханты-Мансийского автономного округа — Югры.

## История
Поселение упоминается в документах с 1878 года.
В 1894 году была построена деревянная церковь Святого великомученика и целителя Пантелеимона с колокольней. Сейчас это единственный сохранившийся деревянный храм XIX века на территории округа. Церковь и деревянные дома рубежа XIX — XX веков являются гордостью села. При советской власти церковь использовалась сперва как зернохранилище, затем как клуб. В 1997 г. начались реставрационные работы, которые финансировала администрация Сургутского района. В декабре 1998 г. архиепископ Тобольский и Тюменский Димитрий освятил храм, восстановленный первым в епархии за последние сто лет.
На рубеже XIX — XX в селе работали кирпичный завод и рыбное производство купчихи Косицыной. Косицына владела рыбным магазином в Москве.
В апреле 1918 года в Сургутском уезде была провозглашена советская власть. В июне 1918 года власть перешла в руки Временного Сибирского правительства. В декабре 1919 года красный партизанский отряд занял Сургут, и 20 декабря 1919 года был организован Сургутский уездный ревком. В марте 1921 г. на братской могиле, погибших комсомольцев и коммунистов села, был установлен памятник.
В 1924 году был образован Тундринский сельсовет. В 1967 году из этой территории был выделен Пимской сельсовет, а позже Ляминский.
В Тундрине родились герой Советского Союза Иван Васильевич Корольков и советский и российский историк и педагог, доктор исторических наук, профессор, заслуженный деятель науки РСФСР Александр Васильевич Бакунин.
Во второй половине XX века в окрестностях села высадился десант первооткрывателей югорской нефти. На месте высадки десанта стоит памятник.

## Население
| 2010 | 2012 |
| ---- | ---- |
| 98   | ↗464 |

## Русская православная церковь
Церковь во имя Великомученика и целителя Пантелеимона. Построена в 1894 году. Единственный сохранившийся в Тюменской области памятник деревянного зодчества XIX в. При реставрационных работах под алтарём найдена старопечатная книга – Типикон 1877 года издания. В декабре 1998 года храм освящён после восстановления.